# Поречье (Бежецкий район)
Поречье (карел. Poriičča) — село в Бежецком районе Тверской области, административный центр Поречьевского сельского поселения.

## География
Село расположено на правом берегу реки Мелеча, на возвышенности, окружённой долинами рек, в 43 километрах к северо-западу от районного центра Бежецк.

## История
В 1782 году в селе была построена каменная Троицкая церковь с 3 престолами.
В конце XIX — начале XX века село являлось центром Поречьевской волости Бежецкого уезда Тверской губернии. В 1920 году в селе было 129 дворов.
С 1929 года село являлось центром Поречьевского сельсовета Молоковского района Бежецкого округа Московской области, с 1935 года — в составе Калининской области, с 1963 года — в составе Бежецкого района, с 2005 года — центр Поречьевского сельского поселения.

## Население
| 1859 | 1887 | 1897 | 1920 | 1997 | 2008 | 2010 |
| ---- | ---- | ---- | ---- | ---- | ---- | ---- |
| 402  | ↗435 | ↗531 | ↗594 | ↘300 | ↘232 | ↘226 |

## Инфраструктура
В селе имеются Поречская средняя общеобразовательная школа, дом культуры, фельдшерско-акушерский пункт, отделение почтовой связи.

## Достопримечательности
В селе расположена действующая Церковь Троицы Живоначальной (1782).